# Maté Kovács
Kovács Maté (n. 14 noiembrie 1978) este un senator român, ales în 2024 din partea UDMR. 